# Tarifa
Tarifa este un municipiu în provincia Cádiz, Andaluzia, Spania cu o populație de 16.058 locuitori.